# Linia kolejowa nr 405
Linia kolejowa nr 405 – jednotorowa, częściowo zelektryfikowana, pierwszo- i drugorzędna linia kolejowa (na odcinku w km 0,251 – 72,150 znaczenia państwowego) w północnej Polsce łącząca Piłę z Ustką. Rozpoczyna się na stacji Piła Główna, a kończy na przystanku osobowym Ustka Uroczysko.
Przecina tereny województw wielkopolskiego (powiaty pilski, złotowski), zachodniopomorskiego (powiat szczecinecki) oraz pomorskiego (powiaty bytowski, słupski oraz miasto na prawach powiatu Słupsk). Jest na całej swojej długości jednotorowa. Zelektryfikowane są odcinki Piła Główna – Szczecinek oraz Słupsk – Ustka Uroczysko. Linia jest zarządzana przez PKP Polskie Linie Kolejowe i podlega pod zakłady linii kolejowych w Szczecinie (do km 91,957) i w Gdyni (dalej). Ma łączną długość 193,419 km i jest klasyfikowana jako pierwszorzędna na odcinku Piła Główna – Szczecinek i drugorzędna na odcinku Szczecinek – Ustka Uroczysko.

## Przebieg linii
Linia kolejowa nr 405 rozpoczyna się na węzłowej stacji Piła Główna i na swoim początkowym odcinku przebiega równolegle do linii kolejowej nr 203 (dawnej Pruskiej Kolei Wschodniej). Na wysokości stacji towarowej i dawnych zabudowań pilskich Zakładów Naprawczych Taboru Kolejowego odbija lekko w kierunku południowym i po szerokim łuku, wiaduktem nad torami linii nr 203 na zachód od dawnej górki rozrządowej, prowadzi do posterunku odgałęźnego Piła Północ (3,833 km), gdzie odgałęzia się od niej linia kolejowa nr 403 do Ulikowa. Tutaj też kończy się linia kolejowa nr 999 z Piły Towarowej. Linia prowadzi w kierunku północno-wschodnim przez dawne węzły kolejowe w Płytnicy (z linią ze Złotowa do Wałcza) i Jastrowiu (z liniami z Węgierc i do Czaplinka), po czym na wysokości Okonka odbija w kierunku północno-zachodnim i dociera do węzłowej stacji Szczecinek (70,711 km), gdzie krzyżuje się z linią kolejową nr 210 Chojnice – Runowo Pomorskie, a ponadto odgałęzia się od niej linia kolejowa nr 404 do Kołobrzegu. Dalej linia obiera ponownie kierunek północno-wschodni, mijając dawne stacje węzłowe Słosinko (dawniej końcowa dla linii kolejowej nr 413 z Człuchowa) oraz Miastko (dawniej końcowa dla linii z Bytowa). Następnie kieruje się na północ, mijając kolejny dawny węzeł w Korzybiu (linia kolejowa nr 212 z Lipusza, linia kolejowa nr 418 do Darłowa, oraz linia kolejowa Grzmiąca – Korzybie) i docierając do węzłowej stacji Słupsk (175,004 km), gdzie krzyżuje się z linią kolejową nr 202 Gdańsk Główny – Stargard, a ponadto odgałęziają się od niej tutaj zlikwidowane już linie do Budowa i Cecenowa. Za stacją Słupsk linia kieruje się na północny zachód i dociera do dawnej stacji węzłowej Ustka, po czym zakręca na zachód i dociera do przystanku Ustka Uroczysko, gdzie dobiega końca.
Linia przebiega przez dziewięć miast – Piłę, Jastrowie, Okonek, Szczecinek, Biały Bór, Miastko, Kępice, Słupsk oraz Ustkę – i krzyżuje się (w kolejności zgodnej z przebiegiem) z DW 179, DK 10, DK 11 (trzykrotnie), DK 22, DW 201, DK 25, DK 20, DW 206, DW 208, DW 209 oraz DK 21 (trzykrotnie). Ponadto przecina rzeki Plitnicę, Czarną, Gwdę, Białą, Wieprzę, Bystrzenicę i Słupię (dwukrotnie), a także mniejsze cieki i strugi.
Linia podzielona jest na cztery odcinki:
- A: Piła Główna (0,251 km) – Piła Północ (3,883 km),
- B: Piła Północ (3,883 km) – Szczecinek (70,711 km),
- C: Szczecinek (70,711 km) – Słupsk (171,252 km),
- D: Słupsk (171,252 km) – Ustka Uroczysko (193,670 km).

## Charakterystyka techniczna
Linia jest wyposażona w elektromagnesy samoczynnego hamowania pociągu, za wyłączeniem końcowego odcinka za stacją Ustka. W regulaminie sieci kolejowej na lata 2019/2020 występuje jedno ograniczenie użytkowania dotyczące zamknięcia posterunku ruchu Lotyń. Prędkość konstrukcyjna linii to 120 km/h. Tabela poniżej przedstawia maksymalne prędkości dla pociągów wg stanu na 15 grudnia 2019:
| Kilometraż | Kilometraż | Prędkość               | Prędkość        | Prędkość         |
| od         | do         | Prędkość               | Prędkość        | Prędkość         |
| od         | do         | autobusy szynowe i EZT | składy wagonowe | pociągi towarowe |
| ---------- | ---------- | ---------------------- | --------------- | ---------------- |
| 0,251      | 4,400      | 70                     | 70              | 70               |
| 4,400      | 57,709     | 100                    | 100             | 70               |
| 57,709     | 60,550     | 80                     | 80              | 70               |
| 60,550     | 70,200     | 120                    | 100             | 60               |
| 70,200     | 125,703    | 100                    | 90              | 60               |
| 125,703    | 152,971    | 100                    | 100             | 80               |
| 152,971    | 174,500    | 100                    | 90              | 60               |
| 174,500    | 193,670    | 80                     | 80              | 60               |

Cała linia ma klasę C3. Sieć trakcyjna na zelektryfikowanych odcinkach jest przystosowana do prędkości 160 km/h na odcinkach Płytnica (21,037 km) – Szczecinek (70,711 km) oraz Słupsk (175,700 km) – koniec sieci w km 192,484, do prędkości 120 km/h na odcinku Piła Główna – Płytnica oraz do prędkości 110 km/h w obrębie stacji Słupsk (175,005 km-175,700 km). Maksymalna obciążalność prądowa sieci wynosi 2540 A, a minimalna odległość między odbierakami prądu – 20 m.
Na odcinku Szczecinek – Słupsk urządzenia sterowania ruchem kolejowym obsługiwane są zdalnie przez lokalne centrum sterowania zlokalizowane na stacji Miastko.

## Infrastruktura

### Rozgałęzienia
| punkt            | linia | linia                            | linia                               |
| punkt            | numer | kierunek                         | status                              |
| ---------------- | ----- | -------------------------------- | ----------------------------------- |
| Piła Główna      | 18    | Kutno                            | czynna (ruch pasażerski i towarowy) |
| Piła Główna      | 203   | Tczew                            | czynna (ruch pasażerski i towarowy) |
| Piła Główna      | 203   | Kostrzyn-Kietz (granica państwa) | czynna (ruch pasażerski i towarowy) |
| Piła Główna      | 354   | podg Poznań POD                  | czynna (ruch pasażerski i towarowy) |
| Piła Główna      | 374   | Bzowo Goraj                      | czynna (ruch towarowy)              |
| Piła Główna      | 999   | podg Piła Północ                 | czynna (ruch pasażerski i towarowy) |
| podg Piła Północ | 403   | Ulikowo                          | czynna (ruch pasażerski i towarowy) |
| podg Piła Północ | 999   | Piła Główna                      | czynna (ruch pasażerski i towarowy) |
| podg Piła Północ | —     | podg Piła PłB                    | rozebrana                           |
| Płytnica         | —     | Złotów                           | rozebrana                           |
| Płytnica         | —     | Wałcz                            | rozebrana                           |
| Jastrowie        | —     | Węgierce                         | rozebrana                           |
| Jastrowie        | —     | Czaplinek                        | rozebrana                           |
| Szczecinek       | 210   | Chojnice                         | czynna (ruch pasażerski i towarowy) |
| Szczecinek       | 210   | Runowo Pomorskie                 | czynna (ruch pasażerski i towarowy) |
| Szczecinek       | 404   | Kołobrzeg                        | czynna (ruch pasażerski i towarowy) |
| Słosinko         | 413   | Człuchów                         | rozebrana                           |
| Miastko          | —     | Bytów                            | rozebrana                           |
| Korzybie         | 212   | Lipusz                           | nieczynna                           |
| Korzybie         | 418   | Darłowo                          | rozebrana                           |
| Korzybie         | —     | Grzmiąca                         | rozebrana                           |
| Słupsk           | 202   | Gdańsk Główny                    | czynna (ruch pasażerski i towarowy) |
| Słupsk           | 202   | Stargard                         | czynna (ruch pasażerski i towarowy) |
| Słupsk           | —     | Budowo                           | rozebrana                           |
| Słupsk           | —     | Cecenowo                         | rozebrana                           |
| Ustka            | —     | Komnino                          | rozebrana                           |
| Ustka            | —     | Sławno                           | rozebrana                           |

### Punkty eksploatacyjne

#### Czynne
| Nazwa             | Rodzaj                                                | Zdjęcie | Liczba krawędzi peronowych | Infrastruktura                                                                                      | Dawne nazwy |
| ----------------- | ----------------------------------------------------- | ------- | -------------------------- | --------------------------------------------------------------------------------------------------- | --- |
| Piła Główna       | stacja                                                |         | 10                         | przejście podziemne system nagłaśniający wiaty na peronach kasy biletowe biletomaty punkt ładunkowy | - 1851-1943 Schneidemühl - 1944 Schneidemühl Hauptbahnhof - 1944–1945 Schneidemühl Personenbahnhof - 1945-1968 Piła |
| Piła Północ       | posterunek odgałęźny                                  |         |                            | | - 1881–1945 Kiebitzbruch                                                                                            |
| Stara Łubianka    | stacja                                                |         | 2                          | | - 1879-1945 Lebehnke - 1945-1947 Łubianka Kraińska                                                                  |
| Płytnica          | stacja                                                |         | 3                          | system nagłaśniający                                                                                | - 1879-1945 Plietnitz                                                                                               |
| Ptusza            | ogólnodostępna bocznica szlakowa i przystanek osobowy |         | 2                          | | - 1896-1945 Betkenhammer - 1945-1947 Łopienko                                                                       |
| Jastrowie         | stacja                                                |         | 5                          | system nagłaśniający                                                                                | - 1879-1945 Jastrow                                                                                                 |
| Okonek            | stacja                                                |         | 2                          | system nagłaśniający wiata punkt ładunkowy                                                          | - 1879-1945 Ratzebuhr - 1945-1947 Racibórz Kraiński                                                                 |
| Brokęcino         | przystanek osobowy                                    |         | 1                          | | - 1879-1945 Bahrenbusch - 1945-1947 Brochocino                                                                      |
| Lotyń             | przystanek osobowy                                    |         | 1                          | | - 1879-1945 Lottin                                                                                                  |
| Turowo Pomorskie  | mijanka i przystanek osobowy                          |         | 3                          | | - 1879-1911 Thurow - 1911-1945 Thurow (Kreis Neustettin) - 1945-1947 Turowo p/Szczecinku                            |
| Szczecinek        | stacja                                                |         | 5                          | przejście podziemne system nagłaśniający wiaty na peronach kasy biletowe punkt ładunkowy            | - 1878-1945 Neustettin                                                                                              |
| Gwda Mała         | przystanek osobowy                                    |         | 1                          | | - 1878-1945 Kūdde - 1945-1947 Chuda (Gwda)                                                                          |
| Drzonowo          | przystanek osobowy                                    |         | 1                          | | - 1878-1897 Schönau - 1897-1930 Schönau (Westpreussen) - 1930-1945 Schönau (Kreis Schlochau) - 1945-1949 Dżonowo    |
| Biały Bór         | mijanka, ładownia i przystanek osobowy                |         | 2                          | punkt ładunkowy                                                                                     | - 1878-1945 Baldenburg - 1945-1952 Białybór                                                                         |
| Słosinko          | przystanek osobowy                                    |         | 1                          | | - 1878-1897 Reinfeld - 1897–1945 Reinfeld (Pommern)                                                                 |
| Miastko           | stacja                                                |         | 3                          | przejście podziemne system nagłaśniający wiaty na peronach kasy biletowe                            | - 1878-1910 Rummelsburg - 1910-1945 Rummelsburg (Pommern)                                                           |
| Kawcze            | mijanka i przystanek osobowy                          |         | 2                          | | - 1878-1945 Kaffzig                                                                                                 |
| Przytocko         | przystanek osobowy                                    |         | 1                          | | - 1878-1945 Pritzig                                                                                                 |
| Ciecholub         | przystanek osobowy                                    |         | 1                          | | - 1878-1945 Techlipp - 1945-1947 Ciechlub                                                                           |
| Biesowice         | przystanek osobowy                                    |         | 1                          | | - 1906-1945 Beßwitz                                                                                                 |
| Kępka             | przystanek osobowy                                    |         | 1                          | wiata                                                                                               | |
| Kępice            | mijanka i przystanek osobowy                          |         | 2                          | | - 1878-1945 Hammermühle - 1945-1947 Businko Korzybskie                                                              |
| Korzybie          | przystanek osobowy                                    |         | 1                          | | - 1878-1915 Zollbrück - 1916-1945 Zollbrück (Pommern)                                                               |
| Wrząca Pomorska   | przystanek osobowy                                    |         | 1                          | | - 1928-1945 Franzen                                                                                                 |
| Słonowice         | mijanka i przystanek osobowy                          |         | 2                          | | - 1878-1945 Schlönwitz                                                                                              |
| Widzino           | przystanek osobowy                                    |         | 1                          | wiata                                                                                               | - 1895-1945 Veddin - 1945-1947 Widno                                                                                |
| Kobylnica Słupska | przystanek osobowy                                    |         | 1                          | | - 1895-1945 Kublitz - 1945-1947 Kobylnica (Pomorze Zachodnie)                                                       |
| Słupsk            | stacja                                                |         | 7                          | przejście podziemne system nagłaśniający wiaty na peronach kasy biletowe punkt ładunkowy            | - 1869–1945 Stolp                                                                                                   |
| Słupsk Północny   | przystanek osobowy                                    |         | 1                          | wiata                                                                                               | |
| Strzelinko        | przystanek osobowy                                    |         | 1                          | | - 1878-1945 Strellin                                                                                                |
| Gałęzinowo        | przystanek osobowy                                    |         | 1                          | | |
| Charnowo Słupskie | mijanka i przystanek osobowy                          |         | 2                          | | - 1878-1945 Arnshagen - 1945-1947 Czarliniec - 1947-1951 Charnowo                                                   |
| Ustka             | stacja                                                |         | 1                          | przejście nadziemne system nagłaśniający wiata kasy biletowe                                        | - 1878-1945 Stolpmünde                                                                                              |
| Ustka Uroczysko   | przystanek osobowy                                    |         | 1                          | wiata                                                                                               | |
|                   | [ 19 ]                                                |         | [ 20 ]                     | | [ 21 ] |

#### Wyłączone z eksploatacji
| Nazwa                          | Rodzaj                        | Rok wyłączenia | Dawne nazwy                                      | Status       | Źródło |
| ------------------------------ | ----------------------------- | -------------- | ------------------------------------------------ | ------------ | ------ |
| Zawada Wałecka 9,414 km        | mijanka i przystanek służbowy | 1990           |                                                  | zlikwidowany | [ 22 ] |
| Sitowiec 25,438 km             | przystanek osobowy i ładownia | 1961           | - 1927-1945 Lindenhof - 1945-1947 Tarnówko Leśne | zlikwidowany | [ 23 ] |
| Podgaje Koszalińskie 41,123 km | mijanka i przystanek osobowy  | 1991           | - 1968-1978 Podgaje                              | zlikwidowany | [ 24 ] |
| Miastko 111,630 km             | posterunek odstępowy          | 1945?          | - 1945 Gniewno                                   | zlikwidowany | [ 25 ] |
| Włynkowo 179,082 km            | przystanek osobowy            | 1989           | - 1907-1945 Flinkow                              | zlikwidowany | [ 26 ] |
| Mokrzyca 189,304 km            | przystanek osobowy            | 2019           | - 1935–1945 Hohenhagen                           | nieczynny    | [ 27 ] |

## Historia
Linia była budowana w dwóch etapach. W 1878 roku zakończono budowę odcinka Szczecinek – Ustka, a rok później Piła – Szczecinek. Z powodu rozbudowy lotniska wojskowego w Pile przebieg linii w granicach administracyjnych miasta nieznacznie skorygowano. W roku 1989 zelektryfikowano odcinek Piła Gł. – Szczecinek, a rok później odcinek Słupsk – Ustka. Pozostały fragment linii pozostaje nadal niezelektryfikowany; nie ma też planów elektryfikacji. Dopuszczalne prędkości na linii to 90–120 km/h (dla pociągów pasażerskich).
Przebieg linii w trakcie jej istnienia został zmodyfikowany w dwóch miejscach. Pierwszy raz w Korzybiu w okolicy 1920 roku, gdy przy okazji budowy linii kolejowej z Polanowa do Korzybia zmieniono układ torów na stacji, a linię kolejową nr 405 przesunięto kilkadziesiąt metrów na zachód dodając jej dwa łuki. Do dziś pozostałością po pierwotnym przebiegu linii jest nasyp kolejowy oraz pozostałości podsypki na równi stacyjnej, widoczne jako niewielkie podwyższenie terenu wykonane z tłucznia. Druga modyfikacja odbyła się w czasie budowy lotniska w Pile – stary odcinek służył jako bocznica do bazy lotniczej, natomiast właściwa linia omija obiekty od zachodu. Dalej linia przebiega w dużej mierze po stosunkowo wysokim nasypie aż do stacji Jastrowie (34,835 km), po drodze mijając dawny lokalny węzeł w Płytnicy. Do Szczecinka (70,711 km) linia przebiega w oddaleniu od zabudowań.
13 lipca 2010 roku doszło do czołowego zderzenia dwóch pociągów pasażerskich w Korzybiu.
W 2017 roku przedsiębiorstwo ZRK DOM Poznań wykonało prace naprawcze w ramach zadania „Zaprojektowanie i wykonanie robót polegających na naprawie nasypu kolejowego na szlaku Szczecinek – Miastko, linii nr 405 Piła Główna – Ustka wraz z przyległym odcinkiem toru” na szlaku Szczecinek – Miastko, połączone z wymianą 300 metrów toru, co pozwoliło na zabezpieczenie nasypu kolejowego oraz likwidację ograniczenia prędkości w km 75,050 – 75,350.
26 maja 2017 PKP PLK podpisały z Trakcją PRKiI umowę na remont linii na odcinku granica województwa zachodniopomorskiego z pomorskim – Ustka. W ramach remontu przewidziano m.in. budowę 2 nowych przystanków: Słupsk Strefa i Ustka Osiedle. Remont linii rozpoczął się w połowie 2017, czemu towarzyszyło zawieszenie ruchu pociągów. Ruch pociągów na odcinku Miastko–Słupsk miał zostać przywrócony 9 grudnia 2018, a po niedotrzymaniu tego terminu kolejno 10 marca, 9 czerwca i 5 lipca 2019, do czego jednak za każdym razem nie doszło.
15 grudnia 2019 na odcinku Słupsk - Ustka wznowiono całoroczne kursowanie pociągów osobowych.

## Ruch pociągów

### Przewozy pasażerskie
Linia obsługuje ruch regionalny – na jej całej długości kursują pociągi regio uruchamiane przez spółkę Polregio w relacjach Poznań Główny – Szczecinek, Poznań Główny – Kołobrzeg, Poznań Główny – Koszalin, Słupsk – Szczecinek  – Chojnice, Słupsk – Miastko oraz Słupsk – Ustka. Jest także główną osią komunikacyjną łączącą Wielkopolskę i dalsze regiony z Pomorzem Środkowym – korzystają z niej pociągi dalekobieżne do Kołobrzegu i Słupska, w tym także sezonowe połączenia wydłużane do Ustki i Łeby.
W rozkładzie jazdy na 2020 rok nie ma połączenia, które pokonywałoby całą długość linii nr 405. Pociągi dalekobieżne omijają niezelektryfikowany odcinek między Szczecinkiem i Słupskiem przy pomocy linii nr 404 (odcinek Szczecinek – Białogard) oraz 202 (odcinek Białogard – Słupsk). Ostatnie połączenie dalekobieżne na tym odcinku uruchamiano w rozkładzie na rok 2000 – był to sezonowy pociąg pospieszny z Wrocławia do Słupska.

### Przewozy towarowe
Linia nr 405 jest dostępna dla przewoźników towarowych na całej długości. Punkty ładunkowe znajdują się na stacjach Piła Główna, Szczecinek, Miastko oraz Słupsk, a także przy przystanku Biały Bór.